# Ripacandida
Ripacandida (AFI: [ripaˈkandida], Rubbuacànnə in dialetto ripacandidese, R'bbacànnə o R'pacànnə nei dialetti lucani) è un comune italiano di 1 531 abitanti della provincia di Potenza in Basilicata.

## Geografia fisica
( Cesare Malpica, La Basilicata: impressioni, Venosa, Osanna, 1993,  pp. 178-179, ISBN 978-88-8167-070-3.)

### Territorio
Il centro abitato di Ripacandida sorge su una rupe immersa tra le colline della zona del Vulture-Melfese, l'ampio territorio che si stende a sud del fiume Ofanto (che costituisce il confine naturale settentrionale della Basilicata); essa si estende lungo le pendici del massiccio vulcanico del Monte Vulture e costituisce una vasta sottozona della regione lucana, caratterizzata dalla coltivazione e produzione delle uve "Aglianico", che danno il nome al rinomato vino 'Aglianico del Vulture.
La casa comunale di Ripacandida è posta a 620 m s.l.m., il punto più alto del centro abitato corrisponde a Piazza del Popolo, sita a 622 m s.l.m., mentre, per ciò che riguarda l'intero territorio comunale, l'altitudine minima è di 397 m s.l.m., in località Piano dell'Altare e l'altitudine massima è di 976 m s.l.m., in località Serra Cocuzza. La frazione di Serra San Francesco si trova a 657 m s.l.m..
Ripacandida è, con 620 m s.l.m., il 74º comune della Basilicata per altezza, il 68º a livello provinciale; inoltre, è, con 33,22 km², il 104º comune della Basilicata per superficie, e 76º a livello provinciale.
Classificazione sismica: zona 1 (sismicità alta)

### Clima
La stazione meteorologica più vicina è quella di Lavello. In base alla media trentennale di riferimento 1961-1990, la temperatura media del mese più freddo, gennaio, si attesta a +6,8 °C, mentre quella dei mesi più caldi, luglio e agosto, è di +25,2 °C.
| Lavello            | Mesi | Mesi | Mesi | Mesi | Mesi | Mesi | Mesi | Mesi | Mesi | Mesi | Mesi | Mesi | Stagioni | Stagioni | Stagioni | Stagioni | Anno |
| Lavello            | Gen  | Feb  | Mar  | Apr  | Mag  | Giu  | Lug  | Ago  | Set  | Ott  | Nov  | Dic  | Inv      | Pri      | Est      | Aut      | Anno |
| ------------------ | ---- | ---- | ---- | ---- | ---- | ---- | ---- | ---- | ---- | ---- | ---- | ---- | -------- | -------- | -------- | -------- | ---- |
| T. max. media (°C) | 9,5  | 11,7 | 14,1 | 18,3 | 22,7 | 28,0 | 30,9 | 30,9 | 26,8 | 20,6 | 15,5 | 12,0 | 11,1     | 18,4     | 29,9     | 21,0     | 20,1 |
| T. min. media (°C) | 4,0  | 5,0  | 6,6  | 9,5  | 13,0 | 17,1 | 19,6 | 19,5 | 17,1 | 13,3 | 9,6  | 6,7  | 5,2      | 9,7      | 18,7     | 13,3     | 11,8 |

## Origini del nome e storia
Il primo toponimo conosciuto è quello del centro abitato sorto nel V secolo su un precedente sito preromano, Ripiam Candidam, ma ancora più precedentemente, Ripacandida si chiamava solamente Candida o, Candida Latina (o Latinorum). Successivamente, nel periodo angioino, il nome era Castrum Ripe Candide , ma in alcune ordinanze degli angioini, il centro era citato come Castrum Ripǣ Candidǣ. Nel 1283 pare che, sotto il dominio di Lorenzo Lufolo, Ripacandida si sarebbe chiamata Ripǣcandidǣ o Ripǣ Candidǣ, senza il prefisso. La tesi più accreditata vede indicare dell'aggettivo "Candida" il colore biancastro della collina su cui sorge il centro abitato, meno accreditata quella della mitologica fondatrice Aurora Candida.
Da un'indagine archeologica degli anni 1977-1980 data l'antichità di Ripacandida al VII secolo a.C., ma già alla fine del XIX secolo lo storico lucano Michele Lacava rinveniva alcune grotte di epoca archeolitica e pavimenti mosaici alle falde di Ripacandida. L'antico abitato di Ripacandida era collegato al sito più importante di Serra di Vaglio (oggi nel territorio del comune di Vaglio Basilicata) a pochi chilometri da Potenza.
La tradizione orale afferma che la città fu edificata dai romani con il nome di "Candida Latinorum" (resti di acquedotto romano). Secondo alcuni studiosi il nome è dato dal colore bianco del colle. L'abitato moderno risale al tempo delle invasioni gotiche, quando gli abitanti dalla valle si trasferiscono sul colle, e costruiscono le loro case intorno al tempio dedicato a Giove (castello attuale- Chiesa Madre). I longobardi la fortificano con mura inframmezzate da torri. Subendo le varie dominazioni arriviamo alle prime fonti scritte del XI-XII secolo. La bolla papale di Eugenio III (1152) decreta la costruzione delle chiese di San Donato (l'unica ancora esistente), San Pietro, San Zaccaria, San Gregorio. Partecipa alla prima crociata. Ed è iscritta nel catalogo dei Baroni con i suoi tredici nobili, con a capo il feudatario Ruggero Marescalco, per partecipare alla terza crociata, quella di Guglielmo il Buono(1188-1198). A Roberto di Ripacandida Federico II incarica di custodire alcuni prigionieri lombardi, la zona sarà chiamata in seguito Massa Lombarda (l'odierna Ginestra). Cambia numerosi feudatari, Caracciolo, Grimaldi (signori di Monaco), Boccapianola, Tironi, l'ultimo padrone è il duca Mazzacara (1806). Una prima colonia di profughi albanesi nel 1482 viene ospitata in una zona periferica chiamata Cantone e successivamente trasferita a Massa Lombarda. Il 5 ottobre 1571 partecipa alla vittoriosa battaglia di Lepanto con un folto numero di cittadini fra i quali Gian Lorenzo Lioy, era questo il periodo in cui il feudo apparteneva ai Grimaldi Principi di Monaco Marchesi di Campagna e Signori di Ripacandida dal 1532 al 1641. Tra cinquecento e settecento è sede di uno studio di Teologia. Nell'aprile del 1861, si schierò con i briganti capeggiati da Carmine Crocco, in quell'occasione ci fu la prima vittima: il capitano della guardia nazionale Michele Anastasia. Ebbe anche feroci briganti Turtora, Di Biase, Larotonda. Alla fine dell'Ottocento inizia il fenomeno dell'emigrazione: si abbandona la terra in cerca di un futuro più dignitoso. Negli USA, precisamente nello Stato dell'Illinois, vi è una cittadina di nome Blue Island costituita da immigrati ripacandidesi. Nel ricordo delle loro tradizioni, festeggiano San Donato vescovo di Arezzo.

### Simboli

#### Stemma
Fino al 2022 lo stemma rappresentava sette cime verdi allineate, rappresentanti il Monte Vulture, sovrastate da un leone color oro, certamente simbolo di forza, sormontato dalla corona ducale. La cornice dello scudo, color oro, era accartocciata.
Questo stemma era stato adottato con delibera del consiglio comunale del 27 settembre 2010 ma non venne approvato dall'Ufficio Onorificenze e Araldica della Presidenza del Consiglio dei Ministri.
Nel 2021 il Comune ha  provveduto a ridisegnare il bozzetto basandosi sul rinvenimento in archivi privati e in quelli del Regno delle Due Sicilie in Napoli di timbri ufficiali dell'antica Università di Ripacandida a partire dal 1609.
L'amministrazione comunale ha avviato pertanto un nuovo iter per il suo riconoscimento ufficiale, comprendente anche il gonfalone la bandiera municipale, concluso con il decreto di concessione del presidente della Repubblica del 13 luglio 2022.

#### Gonfalone
Il gonfalone attuale è un drappo di giallo con la bordatura di azzurro. Quello precedente si presentava:

#### Bandiera
La bandiera è un drappo di giallo con la bordatura di azzurro caricato al centro dello stemma del comune.

## Monumenti e luoghi d'interesse

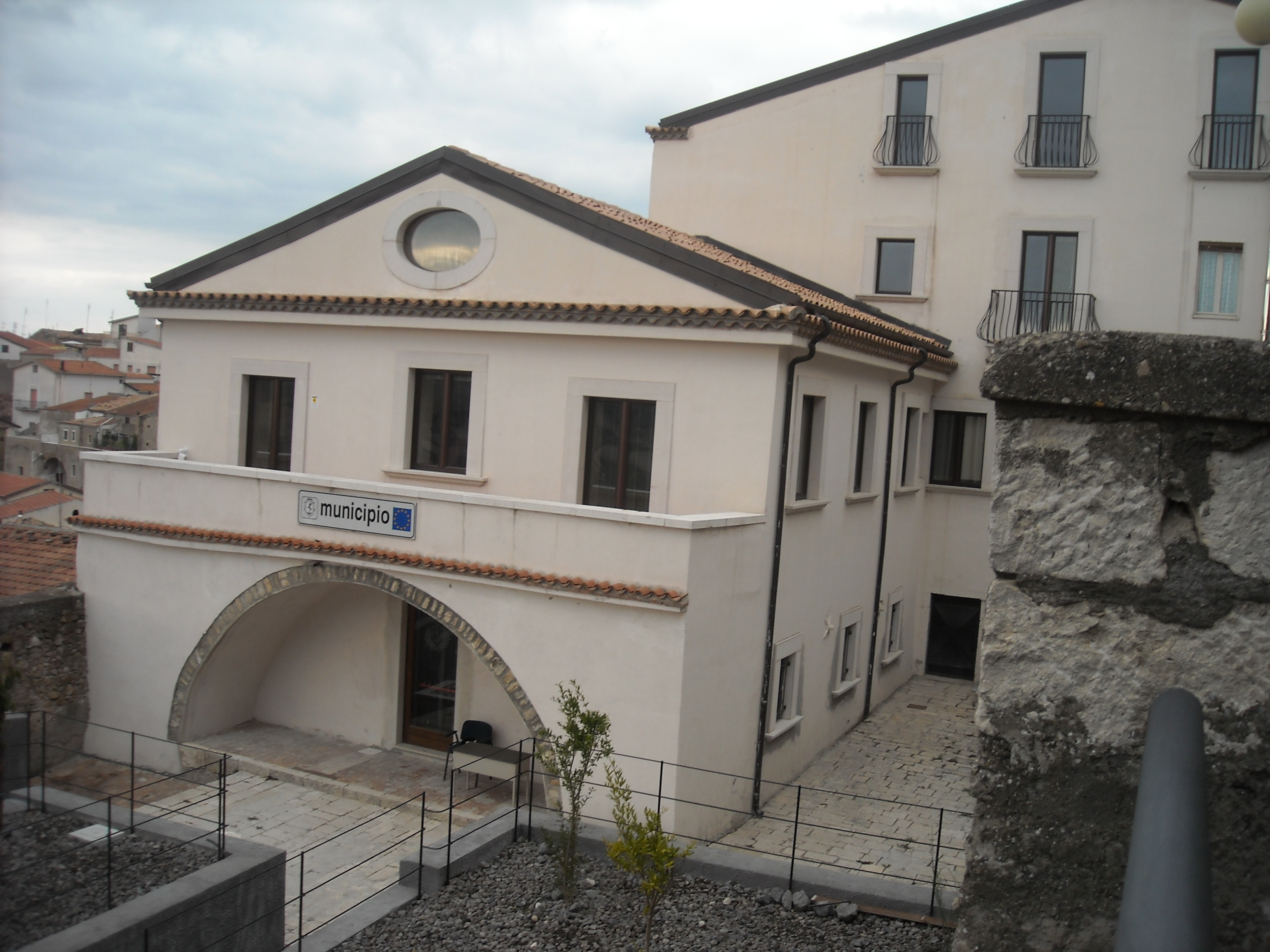
Veduta del Palazzo Comunale ex Monastero di San Giuseppe

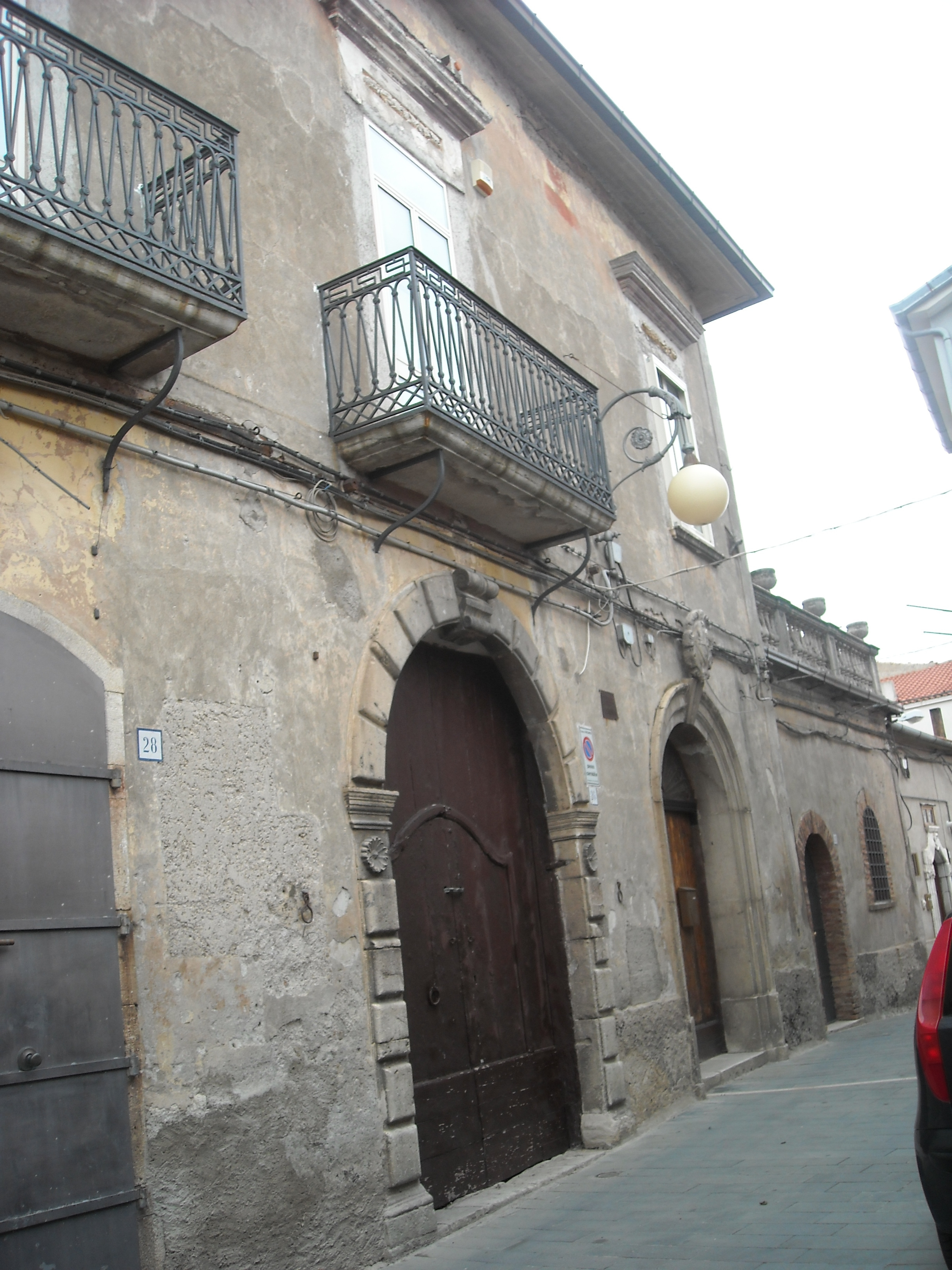
Palazzo Lioy

Il centro storico presenta palazzi baronali datati 1700 e 1800, oltre alla vetusta Casa Lioy, un palazzotto edificato intorno all'anno 1089 (come attestato da un'iscrizione interna all'androne), su manufatti di epoca sicuramente precedente, probabilmente anche tardo-romani, ed arricchita ed ampliata in età barocca e successive. Importante è anche l'antica dimora gentilizia di Palazzo Baffari-Rossi, già convento delle Carmelitane durante il Settecento, che il 31 luglio 2011 è stata restituita alla sua originaria funzione di sede municipale. Il piano inferiore del Palazzo dal 18 settembre 2011 ospita la Galleria Civica d'Arte di Ripacandida, con opere, tra le altre, di Ugo Attardi, Ennio Calabria, Renzo Vespignani, Alberto Ziveri, Franco Mulas, Domenico Rambelli e Vittorio Basaglia.

### Architetture religiose
- La chiesa di Santa Maria del Sepolcro, più comunemente chiamata "Chiesa Madre", si sviluppa su tre navate e presenta nel cappellone del Sacramento il monumento funebre dell'arciprete Giambattista Rossi. La zona presbiteriale è divisa dall'assemblea da una bella balaustra intarsiata in marmi policromi; il cui autore è lo stesso Arciprete Giambattista Rossi, che si dedicò all'opera in uno studio artistico a Napoli. In quattro colonnine della balaustra sono scolpite quattro scene della Passione di Cristo: un cuore trafitto da sette spade, la Madonna presso il Sepolcro, Cristo che emerge dal Sepolcro ed il Fonte Battesimale. La sagrestia ospita un "Cristo in pietà" di Cristiano Danona e un "S. Bartolomeo" di Gaetano Recco. Lateralmente è addossato, in perfetta continuità, il settecentesco Palazzo Ducale. La costruzione della chiesa fu stabilita con bolla di Monsignor Aquaviva, vescovo di Melfi, nel 1540. In essa si stabiliva di unire le due antichissime parrocchie di San Nicola e San Bartolomeo in una nuova dove prima vi era una chiesetta dedicata a Santa Caterina d'Alessandria, detta "al castello". L'opera fu completata nel 1602 a cura dell'abate Lorenzo da Leonibus. La facciata esterna è dotata di un bel portale rinascimentale a cui si accede mediante un'artistica gradinata in marmo ed è abbellita da tre orologi: due meccanici e, sulla destra di chi guarda, una meridiana. Ogni orologio è inserito in un rosone e l'unico funzionante è quello solare che segna le ore, in numeri romani, dalle cinque di mattina alle quattro del pomeriggio. Il nome fu dato in ricordo dei tredici baroni che si recarono in Palestina nella terza crociata sotto Guglielmo il Buono. Nel timpano vi è scolpita la Madonna presso il Sepolcro. Esiste un legame antico fra Potenza e Ripacandida dato dalla partecipazione comune alle crociate; al ritorno delle quali si provvide in entrambi i luoghi alla costruzione delle chiese intitolate a Santa Maria del Sepolcro. Da documenti della fine del sec. XV risulta un legame storico tra Santa Maria del Sepolcro ed il Sepolcro di Cristo. Entrambe ci invitano a contemplare il mistero della Passione di Cristo a cui è associata la Madonna Addolorata.
- La chiesa di San Giuseppe, detta delle monache è affiancata dal monastero delle suore di clausura fondato nel 1735 da Giovanni e G.B. Rossi. La chiesa (1173) presenta una facciata in mattoncini di cotto, un portale barocco, all'interno sull'altare maggiore, la grande pala d'altare della Madonna con Bambino con i santi Teresa e Giuseppe di un seguace di Francesco Solimena; ed il monumento funebre di Giovanni Rossi. L'interno, a navata unica, è decorato con eleganti motivi barocchi. Nella sagrestia vi è la tomba della mistica Suor Maria Araneo, nipote dei Rossi e priora del monastero. Il suo corpo integro, a distanza di 190 anni dalla morte, fu ritrovato in seguito ai lavori successivi al terremoto del 1980. Nel 1750 Sant'Alfonso Maria de' Liguori di ritorno da una missione a Melfi, conobbe il monastero e rimase stupito dalla religiosità di Suor Maria. Un anno più tardi, nel 1751, in questa chiesa avvenne il miracolo di San Gerardo Maiella, (la grata del miracolo si conserva a Materdomini).
- La chiesa di Sant'Antonio, l'antica parrocchia di San Bartolomeo (antico patrono di Ripacandida), di difficile datazione, forse costruita sui resti di un torrione longobardo. Gravemente danneggiata dal terremoto del 1980.
- La chiesa di Santa Maria del Carmine è posta vicino all'ingresso del vecchio cimitero, (ora giardino pubblico) si presume che sia stata edificata prima del terremoto del 1694. Ricostruita con questo titolo dall'arciprete Baffari (zio del Beato G.B. Rossi), peraltro evidente dallo stemma baronale della famiglia posto sul portale d'ingresso. Si presenta per un singolare apparato decorativo, realizzato nella prima metà del settecento. I recenti restauri hanno riportato al primitivo splendore gli affreschi raffiguranti la Santissima Trinità, la Madonna del Carmine e rosoni con i Santi, Donato vescovo e Donatello (San Donato da Ripacandida). A lato dell'altare la seicentesca scultura della Madonna del Carmine

#### Santuario San Donato

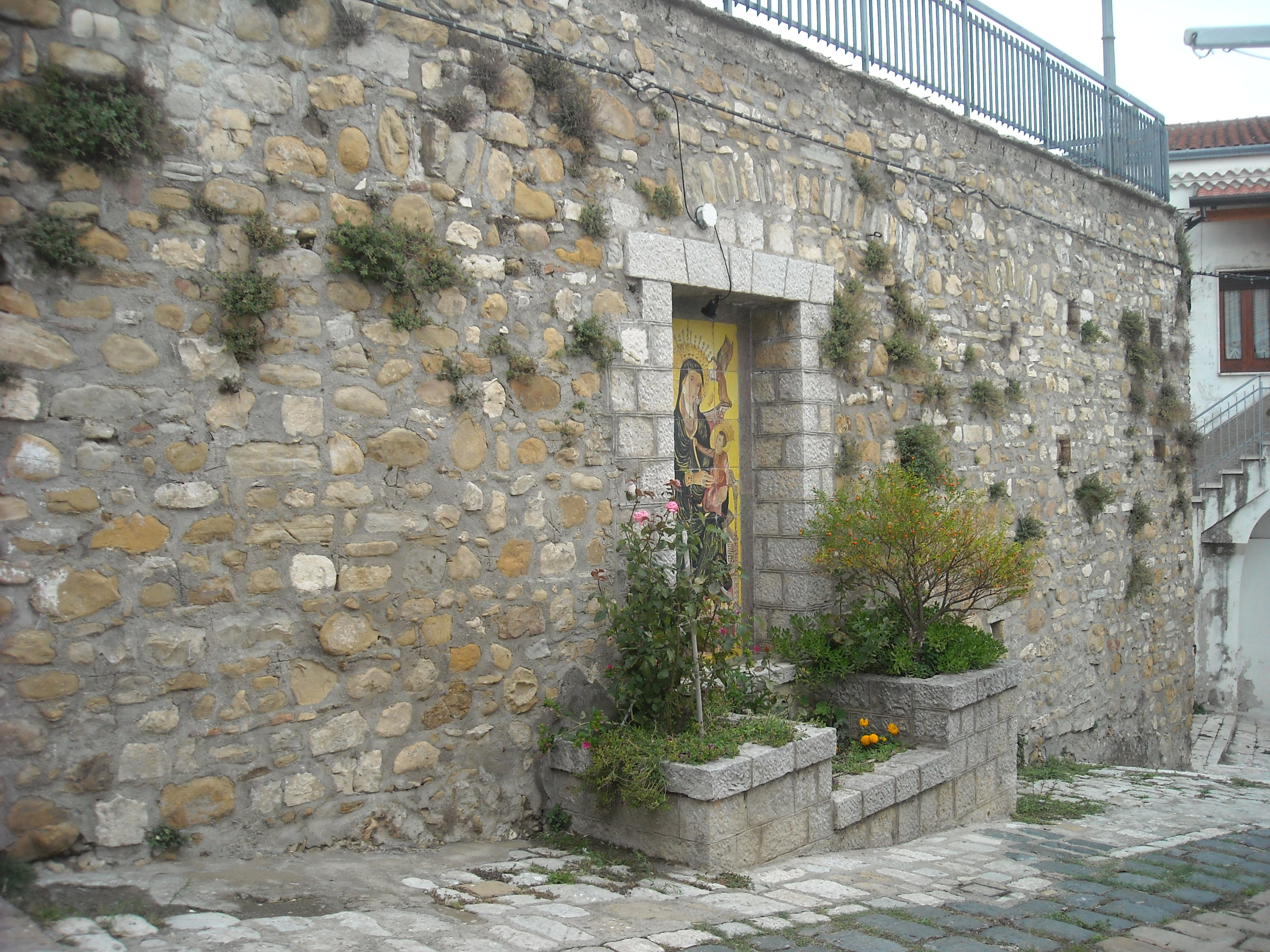
I resti del portale della Chiesa di San Nicola

All'ingresso da nord-est dell'abitato vi è l'antico santuario di San Donato da Ripacandida, protettore della cittadina, con i suoi affreschi del 1500 e la sua storia millenaria.
Il santuario, uno dei più famosi della Basilicata è gemellato con la basilica di San Francesco in Assisi ed ha ricevuto in dono una reliquia del corpo del santo patrono d'Italia.
A dicembre 2010 il santuario ottiene dall'UNESCO il riconoscimento di Monumento messaggero di cultura di pace.

#### Chiese scomparse
- Chiesa di San Gregorio
- Chiesa di San Nicola
- Chiesa di San Pietro
- Chiesa di san Zaccaria

### Architetture civili

#### Palazzi
- Palazzo Virgilio

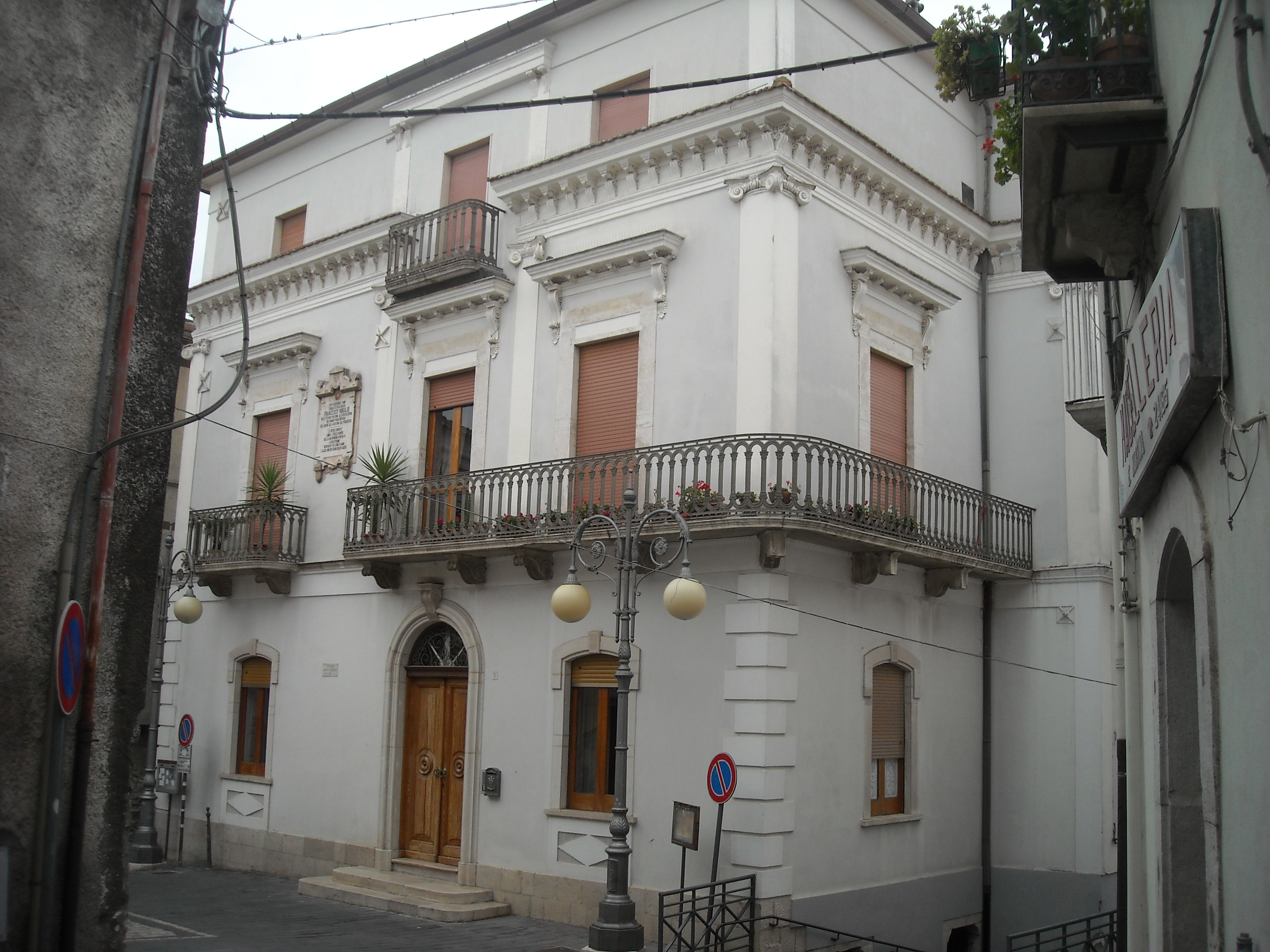
Palazzo Virgilio era parte del Monastero delle Carmelitane

- Palazzo Chiari (comunemente Castello)

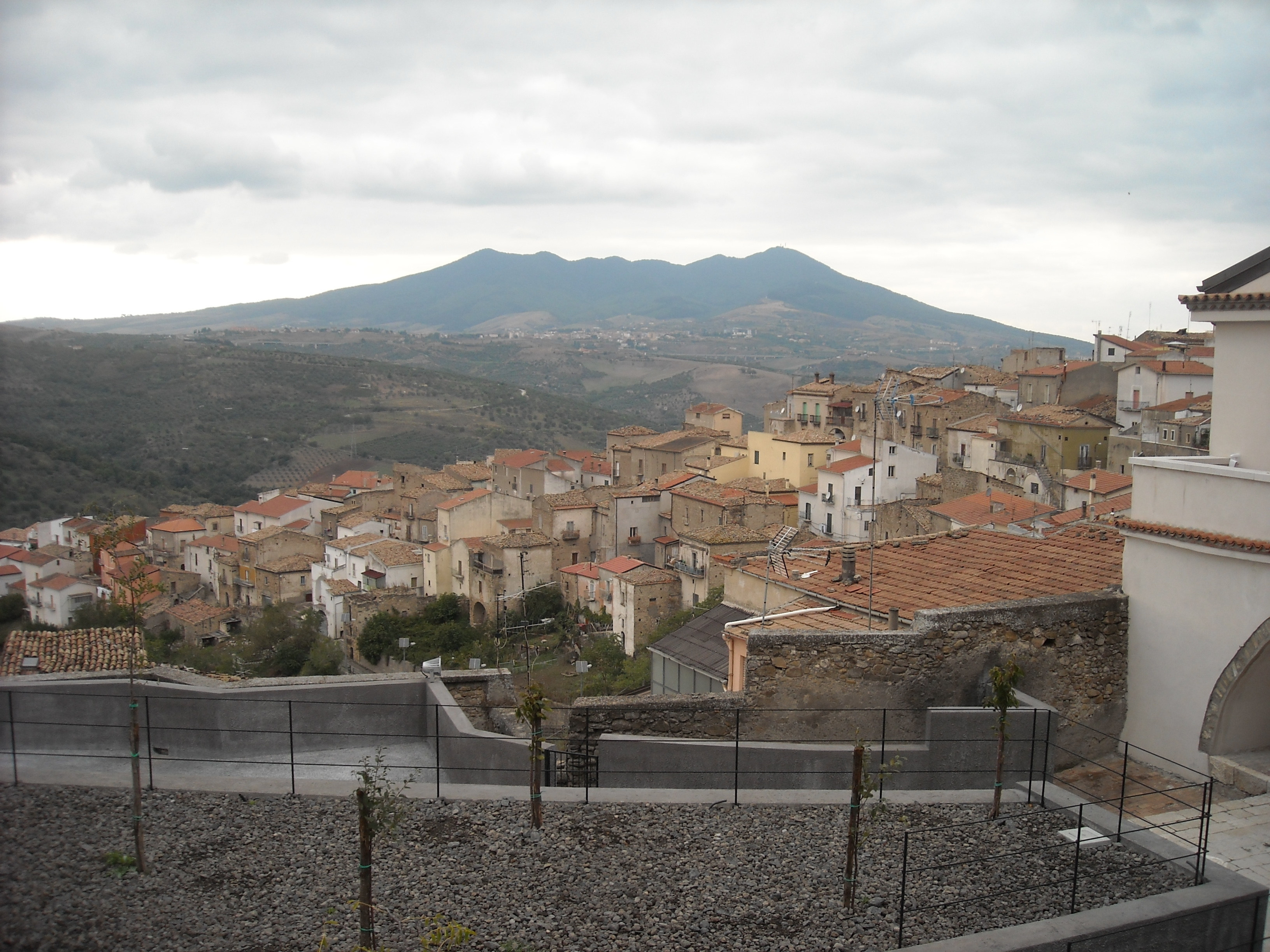
Il Cantone visto dal Municipio. Sullo sfondo il Monte Vulture

- Palazzo dell'Università
- Palazzo Baffari-Rossi
- Palazzo Del Balzo-Chiari
- Palazzo Anastasia-Musto
- Palazzo Laraya
- Palazzo Lioy
- Palazzo Mininni (scomparso)

### Siti archeologici
I motivi figurati che riportano al pensiero di Pitagora, li troviamo tra le produzioni più particolari di una bottega di ceramisti del V secolo a.C. a Ripacandida. Dallo studio delle necropoli, VII-V secolo a.C. sappiamo che l'insediamento appartiene ad un centro di cultura nord-lucana. È situato in prossimità di una fiumara affluente dell'Ofanto e si sviluppa sulla sommità e sui terrazzi lungo le pendici della collina. Nel centro si impiantarono botteghe ceramiche specializzate nella produzione di vasi a decorazione subgeometrica, o con motivi decorativi complessi, tra cui compare la figura umana.
Su una brocca, rinvenuta in una sepoltura femminile del V secolo a.C., è rappresentata una sfera che racchiude un fulmine e sulla quale vi è una figura umana stilizzata in lutto attorniata da sette stelle, ora al Museo archeologico nazionale del Melfese. Tale scena si riconduce alle dottrine filosofiche di Pitagora, che nello stesso periodo aveva impiantato una scuola a Metaponto e che annoverava tra i suoi discepoli alcune figure aristocratiche dei territori interni della Basilicata antica. Dall'osservazione attenta di due linee curve speculari disegnate sul reperto, un recente studio scientifico (G. Pastore, 2010) ha rivelato che rappresentano la traiettoria della caduta disastrosa di un grande meteorite nella Grecia orientale, avvenuta nello stesso periodo di datazione della brocchetta e ricordata da Aristotele e da Plinio il Vecchio. Da cui le conclusioni: la visione sferica dell'universo da parte dei pitagorici; la prova della caduta di un grande meteorite; la traiettoria iperbolica dello stesso; la provenienza del meteorite dallo spazio siderale in antitesi con le posteriori dottrine astronomiche di Aristotele e Newton. Altri studi, per contro, evidenziano come le due linee curve non siano altro che un elemento decorativo o una firma di quella che doveva essere una fiorente bottega locale, come avviene su numerosi altri pezzi.
L'abitato antico di Ripacandida si organizza per nuclei sparsi di abitato alternati a spazi vuoti e a sepolture. Da segnalare, sempre in una sepoltura femminile, dei fermatrecce molto elaborati, formati da un doppio filo avvolto in più spire e rinvenuti solo in alcuni corredi della Basilicata interna. Resti di un acquedotto romano sono visibili nei pressi della fiumara.

### Aree naturali

#### Il Bosco
Denominato Bosco Grande, forse perché in origine era uno dei più grandi della regione, è uno dei residui degli immensi boschi che coprivano la Lucania (per i latini lucus =bosco), ormai molto ridotto in seguito ai tagli incontrollati. Composto da alberi ad alto fusto come querce, cerri, ecc. Per secoli ha dato lavoro, nutrito e riscaldato durante gli inverni la popolazione di Ripacandida e paesi limitrofi.
I contadini andavano al bosco per tagliare e poi vendere quella che veniva chiamata una salma di legna. Caricata sui muli, veniva portata a vendere anche nei paesi vicini. Rifugio di mandrie e di allevatori, durante la cosiddetta "transumanza", che utilizzavano il bosco come luogo di sosta per i loro lunghi spostamenti. Dotato anche di una costruzione chiamata "casone" e di "pile", cioè di abbeveratoi per gli animali. Durante il brigantaggio, fu rifugio per i briganti, che utilizzarono le numerose grotte per sfuggire alla cattura.
Simbolo del bosco è il cosiddetto "Casone" una grande costruzione dove ci si poteva riparare e le "Pile", cioè gli abbeveratoi. Il bosco è diviso nei comuni di Filiano, Forenza, Atella e Maschito ma il Casone e le uniche due pile sono nel comune di Ripacandida.

#### La Pineta
(Le parole dello spot sull'immagine di Ripacandida)
La pineta è stata impiantata alla fine degli anni cinquanta alla base e sui pendii della collina, sulla quale sorge Ripacandida. Data alle fiamme ripetutamente nel corso degli anni, resiste sul versante sud-ovest dove è cresciuta rigogliosa. Dal 2006, cioè da quando le Fonti del Vulture sono state acquistate dalla The Coca-Cola Company, compare nello spot dell'acqua Lilia.

## Società

### Evoluzione demografica
Abitanti censiti

Ripacandida è il 47º comune per popolazione della Basilicata, ed è all'74º posto per la densità di popolazione.

## Cultura

### Cucina

#### Treccia
Il caratteristico pane dalla forma intrecciata è chiamato "Ruciulatieggh". Non si conosce l'origine di questo tipo di pane. Preparato dalle massaie, veniva poi cotto nei forni delle case; ogni casa aveva il proprio forno.
"I rucuilatieggh" erano preparati con un impasto di farina, olio, acqua, semi di finocchio, uova, sale e lievito e poi lucidati con il tuorlo dell'uovo. La tradizione continua nei panifici che lo preparano il martedì e il venerdì.
Un pane simile si prepara anche nei paesi dell'Irpinia orientale (in particolare quelli ai confini con la Basilicata, ad es. Aquilonia); chiamato "tòrtënë", ricorda la corona di spine sulla testa a Gesù.

#### Pane di Pasqua
Esiste, inoltre, un altro tipo di treccia preparato soltanto a Ripacandida, il pane di Pasqua, chiamato sempre in forma dialettale "Scarceggh". Consiste in un impasto di treccia fatto a forma di cono, dove alla sommità viene posto un uovo metà dentro e metà fuori, non cotto, che cuocerà assieme all'impasto nel forno, chiuso da una croce sempre dello stesso impasto. Esiste un'altra variante ancora, quella di aggiungere un "manico", sempre dello stesso impasto, come se fosse una borsa.

## Economia
Le produzioni più notevoli sono quelle l'aglianico del Vulture, l'olio extravergine d'oliva e il miele: il comune, infatti è città del miele dal 2003, città del vino dal 2003 e città dell'olio dal 2005.

## Amministrazione
Sindaco in carica è Giuseppe Sarcuno, eletto l'11 giugno 2018 con 302 voti, pari al 29,06%.
Il comune ha sede nell'ex monastero delle Carmelitane Scalze, in via Giambattista Rossi, 3.
| Periodo          | Periodo          | Primo cittadino         | Partito                                      | Carica      | Note   |
| ---------------- | ---------------- | ----------------------- | -------------------------------------------- | ----------- | ------ |
| 15 aprile 2008   | 27 maggio 2013   | Giuseppe Annunziata     | Lista civica Per Ripacandida                 | Sindaco     |        |
| 28 maggio 2013   | 25 novembre 2015 | Vito Antonio Remollino  | Lista civica Rinnoviamo Ripacandida (PD-SEL) | Sindaco     |        |
| 25 novembre 2015 | 5 giugno 2016    | Gerardo Quaranta        |                                              | Comm. pref. |        |
| 6 giugno 2016    | 2 ottobre 2017   | Antonio Pace            | Lista civica Rinnovare e progresso (PD-PSI)  | Sindaco     | [ 31 ] |
| 2 ottobre 2017   | 11 giugno 2018   | Francesco Scigliuzzo    |                                              | Comm. pref. | [ 32 ] |
| 11 giugno 2018   | 15 maggio 2023   | Giuseppe Sarcuno        | Movimento 5 Stelle                           | Sindaco     | [ 33 ] |
| 15 maggio 2023   | in carica        | Michele Donato Chiarito | Lista civica Impegno comune                  | Sindaco     |        |

### Gemellaggi
- Anzi, dal 19 dicembre 2008[34]
- Assisi, dal 28 settembre 2008[35]
- Auletta, dal 9 agosto 1966[36][37][38]
- Blue Island, dal 12 agosto 2006[39]
- Caposele, dal 2002[senza fonte]
- Contursi Terme, dal 10 marzo 1990[28][40]
- Muro Lucano, dal 2002[28][41]